# Споменик битке на Неретви
|  | Овај чланак је део чланка о Споменицима посвећеним Народноослободилачкој борби 1941—1945. |

Споменик битке на Неретви (познат и под називом Споменик битке за рањенике) је монументални споменик подигнут борцима НОВЈ и свим осталим жртвама које су пале током битке на Неретви (20. јануар – 1. април 1943). Споменик се налази на врху превоја Макљен (1123 м) изнад Прозора. Саграђен је 1978, а срушен 2000. године. Аутор споменика је вајар др Бошко Кућански.

## Историја
Подручје од Прозора до реке Неретве било је током Четврте непријатељске офанзиве 1943. године поприште најтежих борби између снага НОВЈ на једној и снага Вермахта, италијанске војске, усташа, домобрана и четника на другој страни. Снаге НОВЈ су се повлачиле пред окупаторским снагама од Бихаћа у правцу југоистока и при томе улазиле у сукоб са осталим непријатељским јединицама. Једна од жешћих борби током офанзиве био је напад Треће дивизије НОВЈ на италијански гарнизон у Прозору 15. и 16. фебруара. Борбе су трајале наредних месец и по, током чега су партизани спасили 4000 рањеника. По томе је битка остала упамћена и под називом битка за рањенике.
На 35. годишњицу битке на Неретви, 1978. године, изграђен је споменик палим борцима у бици, направљен по замисли вајара и професора, др Бошка Кућанског. Председник Одбора за изградњу спомем-обележја био је Мустафа Сефо. Споменик је свечано отворио председник СФРЈ Јосип Броз Тито, 12. новембра, између 9:30 и 10:00 часова ујутро, уз присуство државног врха и великог броја становништва из Прозора и околних места.
Споменик су експлозивом уништили непознати починиоци у ноћи 12./13. новембра 2000. године. Углавном је остала сачувана само унутрашња структура греда, док је спољни камени омотач у потпуности срушен.
Године 2010, Комисија за заштиту националних споменика прогласила је споменик на Макљену националним спомеником Босне и Херцеговине.

## Опис споменика
Споменик је велика камена громада укопана у широку висораван, висок 14, а широк 12 метара. Тежак је 700 тона. Изглед споменика подсећа на цвет који шири латице. Налази се на месту једне од најжешћих битака, која је вођена да би се заштитили рањеници.
Бошко Кућански је приликом изградње споменика, овако описао његово остварење:
| „ | Приликом рјешавања конкурсног задатка пошао сам од прастарог народног обичаја да се на путеве хероја полаже цвијеће. Зато се у тлоцрту мог рјешења налази виталистичко цвјетна форма ванземаљских димензија, која је уписана на попришту битке каменитом Макљену и у чијем се пупољку налази омнифацијални скулптурални облик као симбол битке и тријумфа непобједивог живота. Скулптурални елементи споменика треба да асоцирају на волумене околних стјеновитих брда у покрету које у продору са собом носе споменичку фигурацију везану за историјске догађаје и треба да дјелују као подстицај за дубљу надградњу у гледаочевој имагинацији. | ” |